# 城 (日本)
日本的城，是一種提供予地方領主（大名）居住的武裝建築，主要由城門、圍牆及主城組成。起始於彌生時代，全盛時期在戰國時代的關原之戰後，後來因為德川家康的「一國一城令」而式微，幕末結束後便不再有新的城興建。由於築城盛況不再及久經歲月，有些城因維修不足或受戰火波及而毀壞，能大致保存完貌的城不多，因此不少日本古城都被列為重要文化財產。「城」此漢字在中國必須擁有四座以上城門，一門曰砦（寨），二門曰堡，三門稱池，所以日本的城和中國的城在定義和用途事實上有很大的不同，日本城大約相當于中國的堡寨程度，最小型則是大院（比如小折城）的程度。定義上也與歐式城堡相同為具有武裝防禦的私人住宅。

## 歷史

### 古代
早在彌生時代已有城的出現，那時的城多為「環濠集落」，即在群居的地方挖出空塚溝再以藥研堀所包圍，隨著年代變遷及政治因素，這種城漸漸式微。
在飛鳥時代後期（664年），天智天皇築起水城，這種城多數在九州北部可見。後來百濟滅亡，很多遺民流亡到日本，引入新的築城技術，築起朝鮮式山城。

### 中世
由於武士的居住地需要更強的保護，城在各方面有很大的改變。但武士的經濟能力遠不及近世的大名，城的規模比較小，城兵人數小，而且大多都是築起山城，便於逃亡。

### 近世
一般人對日本古城的印象是由石垣、天守和櫓（防禦用的小城樓）組成，這種築城方法是源自松永久秀的多聞山城、信貴山城開始，織田信長的安土城後繼，最後豐臣秀吉的大坂城和伏見城又加上天守的石垣、枡形的馬出以及城門的完備，形成現時的印象，惕除松永久秀此開創者，此種近世城郭在日本史市被稱為「織豊系城郭」。
關原之戰後，大名配置變更及東軍（德川軍）的俸祿提高，更多大名有財力及兵力築城，促成築城盛況。此時興建的城都比以往的規模大，郭（即外牆）的外型多以方型為本。與歐洲和中東的城堡類似，日本的城只住城堡主人（大多為大名）、家屬及屬下之武士，市民則居住在城下町。
江戶時代，德川家康實行一國一城令，規定每個大名只能擁有一座居城，很多城都因此而荒廢，築城漸漸式微。

### 近世之後
明治政府實行「廢藩置縣」，廢除大名制度，城被破壞或被放棄管理。其後更被大日本帝國陸軍接收，在第二次世界大戰被美國空襲或原爆，很多城都被破壞。現時僅存的天守只有姬路城、高知城及其餘10座城，大阪城和名古屋城只剩下櫓和門，因此不少古城被列為重要文化財產。
在日本以外的国家，也有日侨在其居住地建立了仿古的天守，例如南美洲巴拉圭的前原城。

## 分類
主要分為平城、水城、平山城和山城四種。

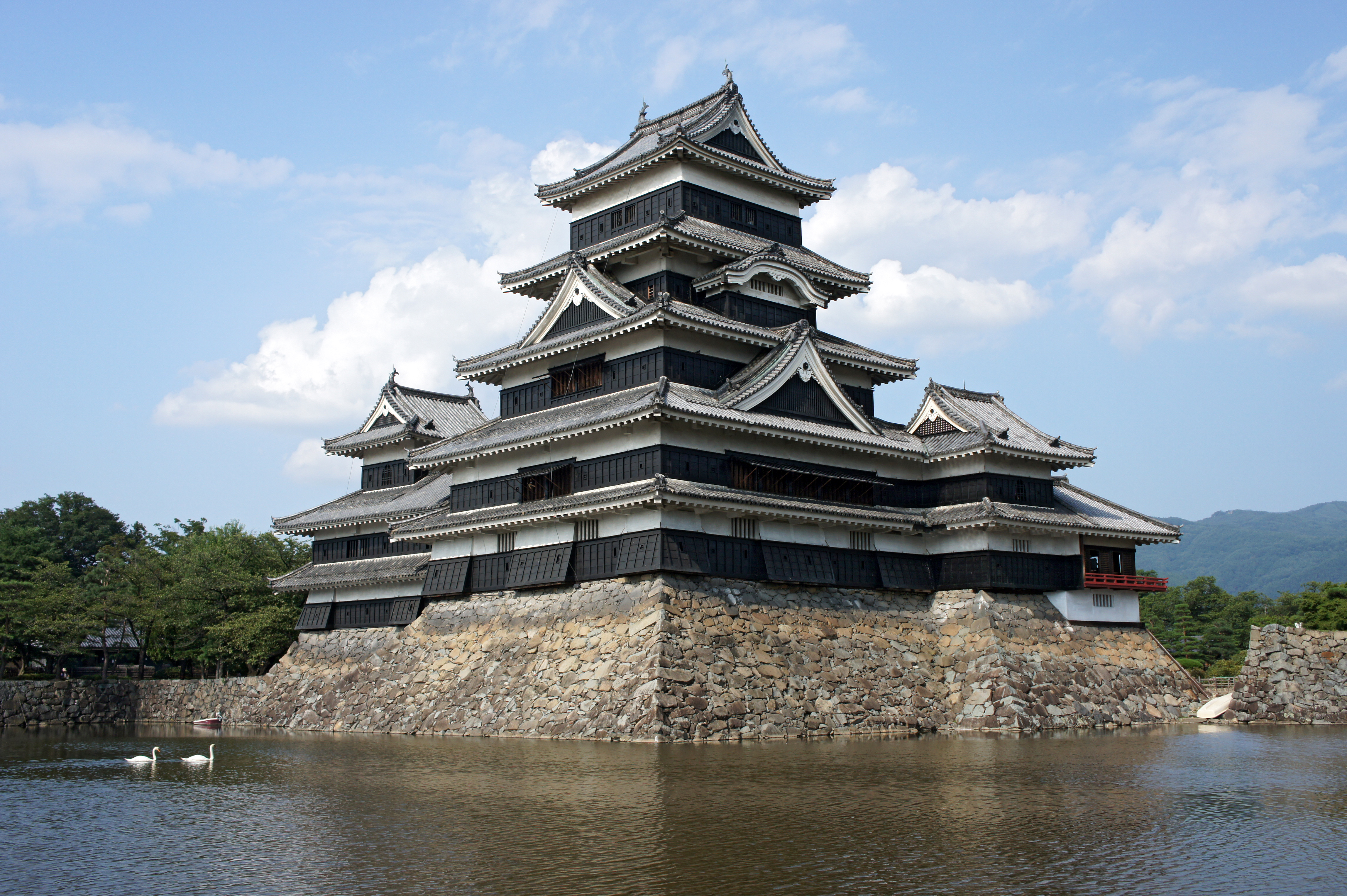
平城（松本城）
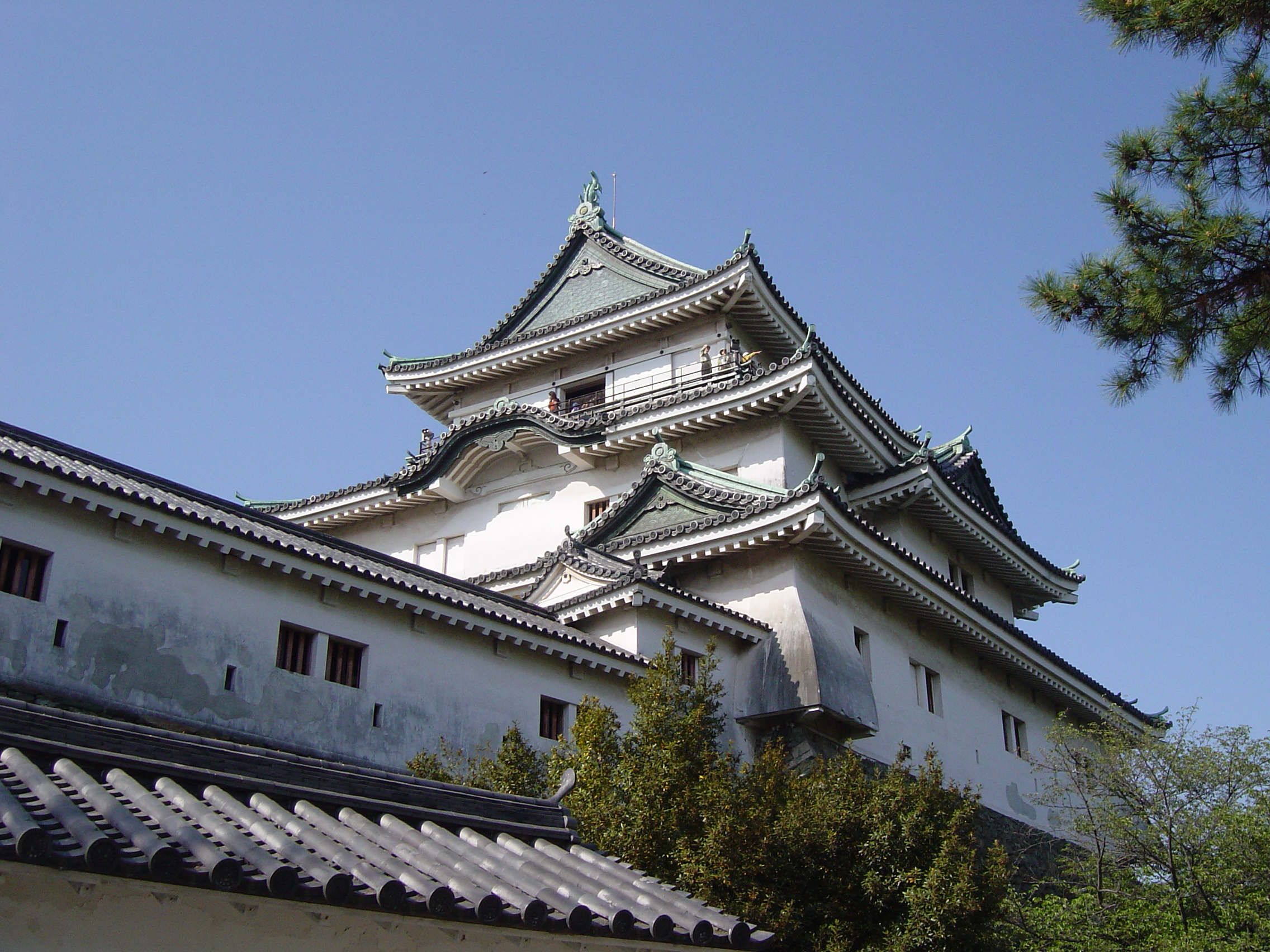
平山城（和歌山城）
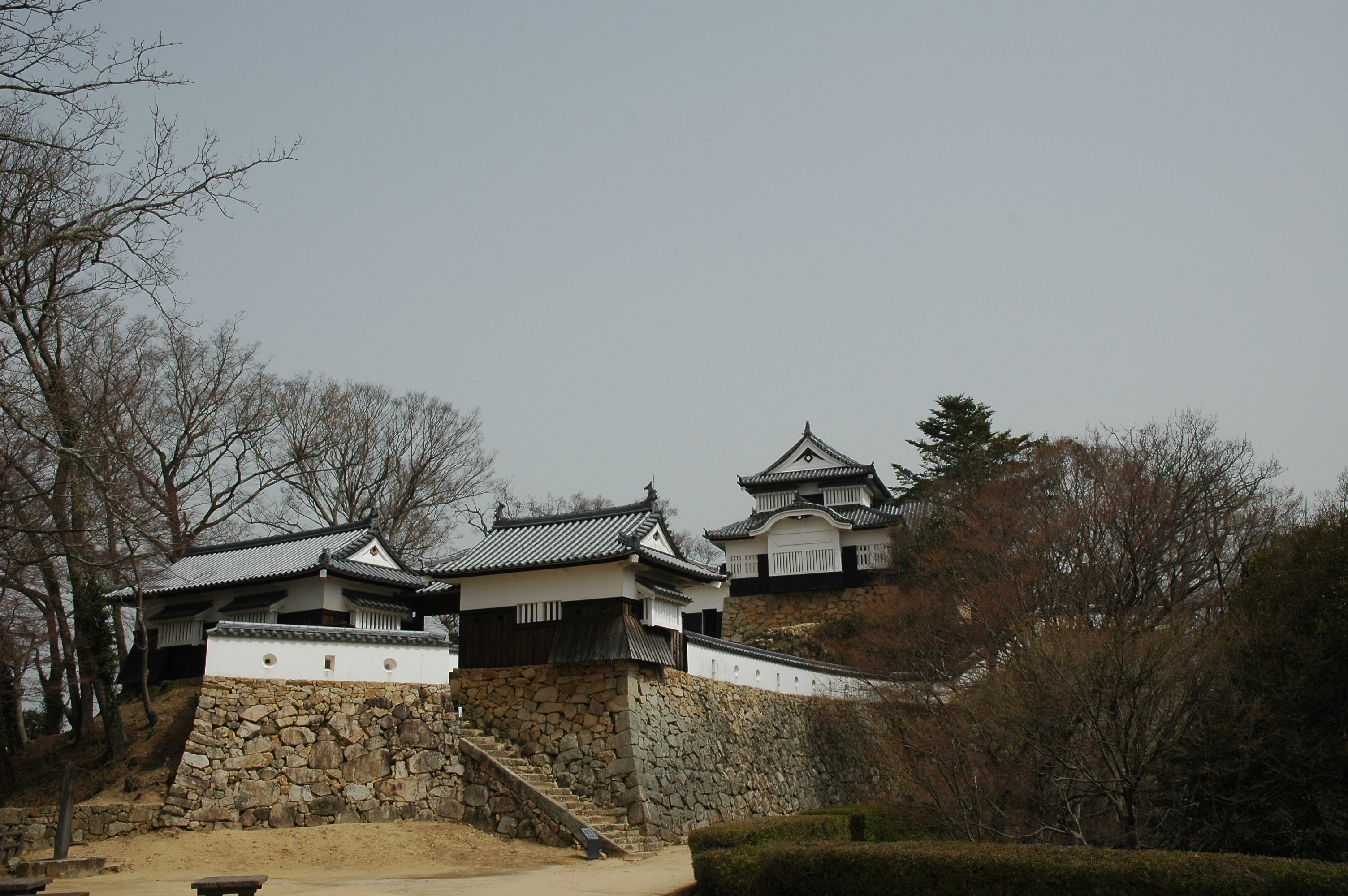
山城（松山城）

## 圖片

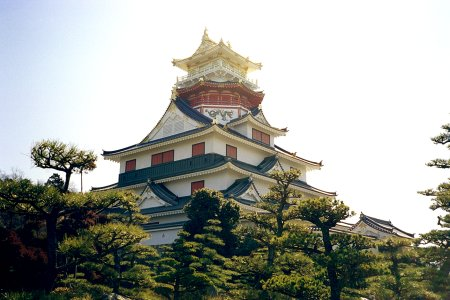
安土城
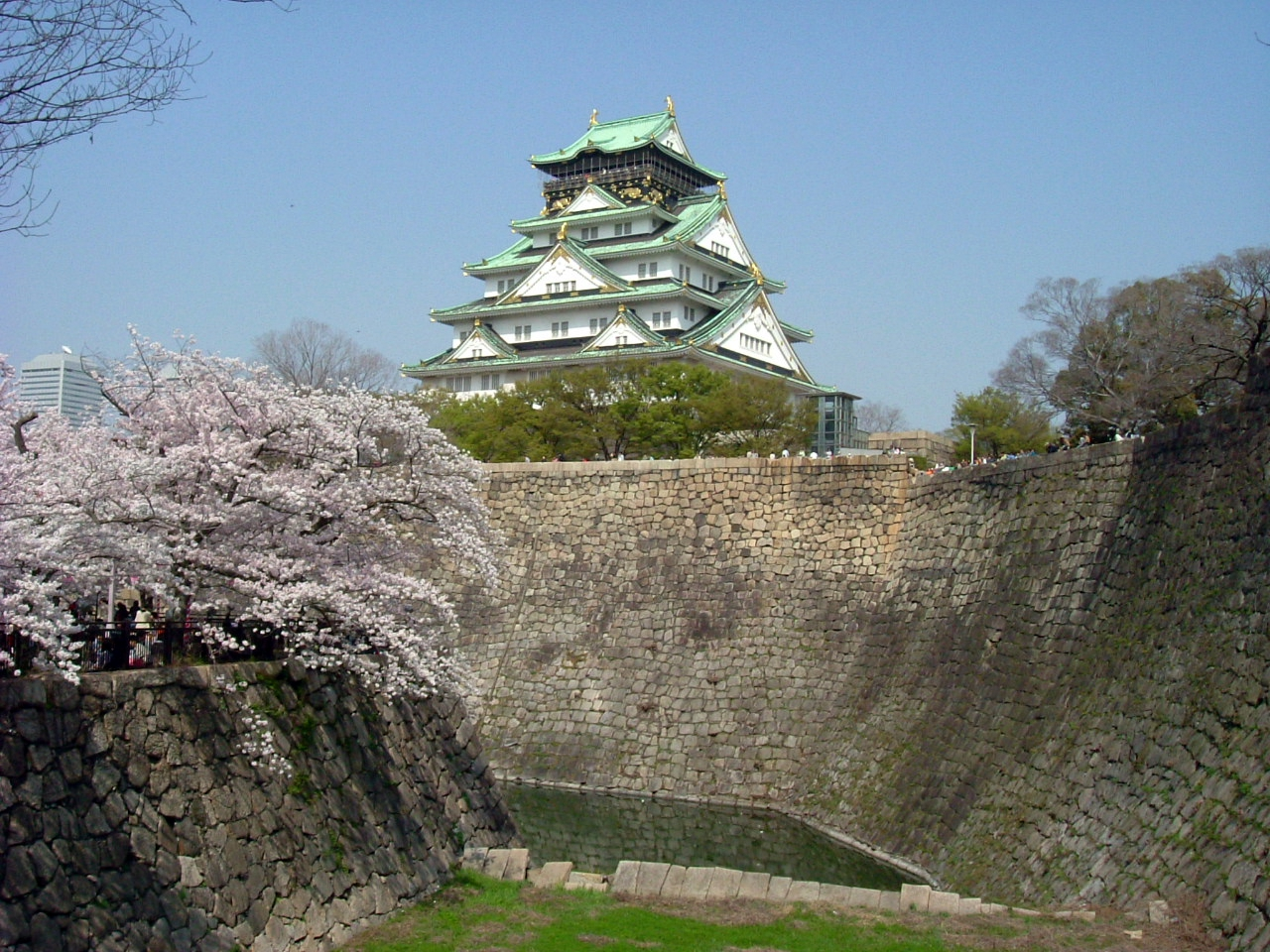
大阪城
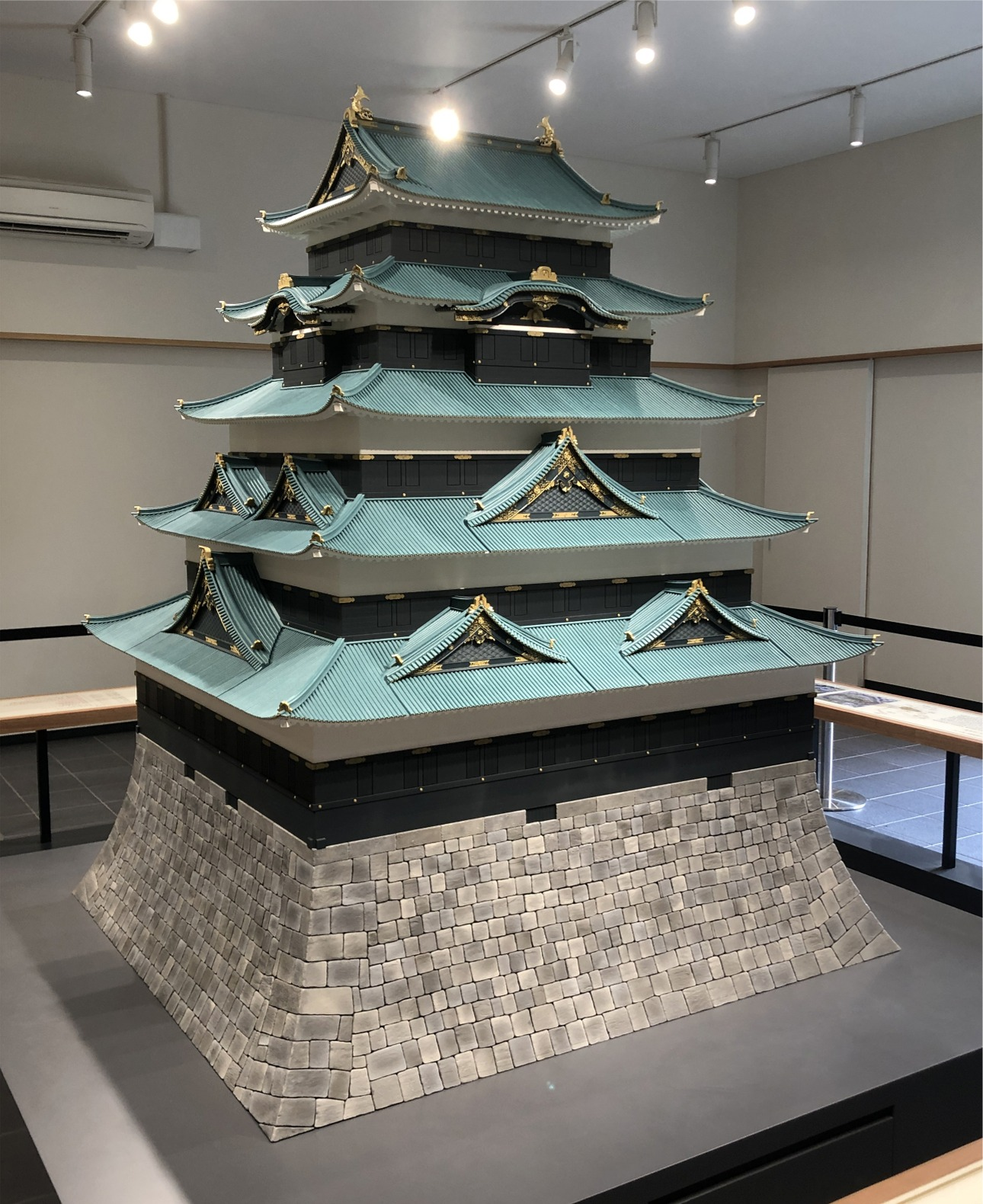
江戶城
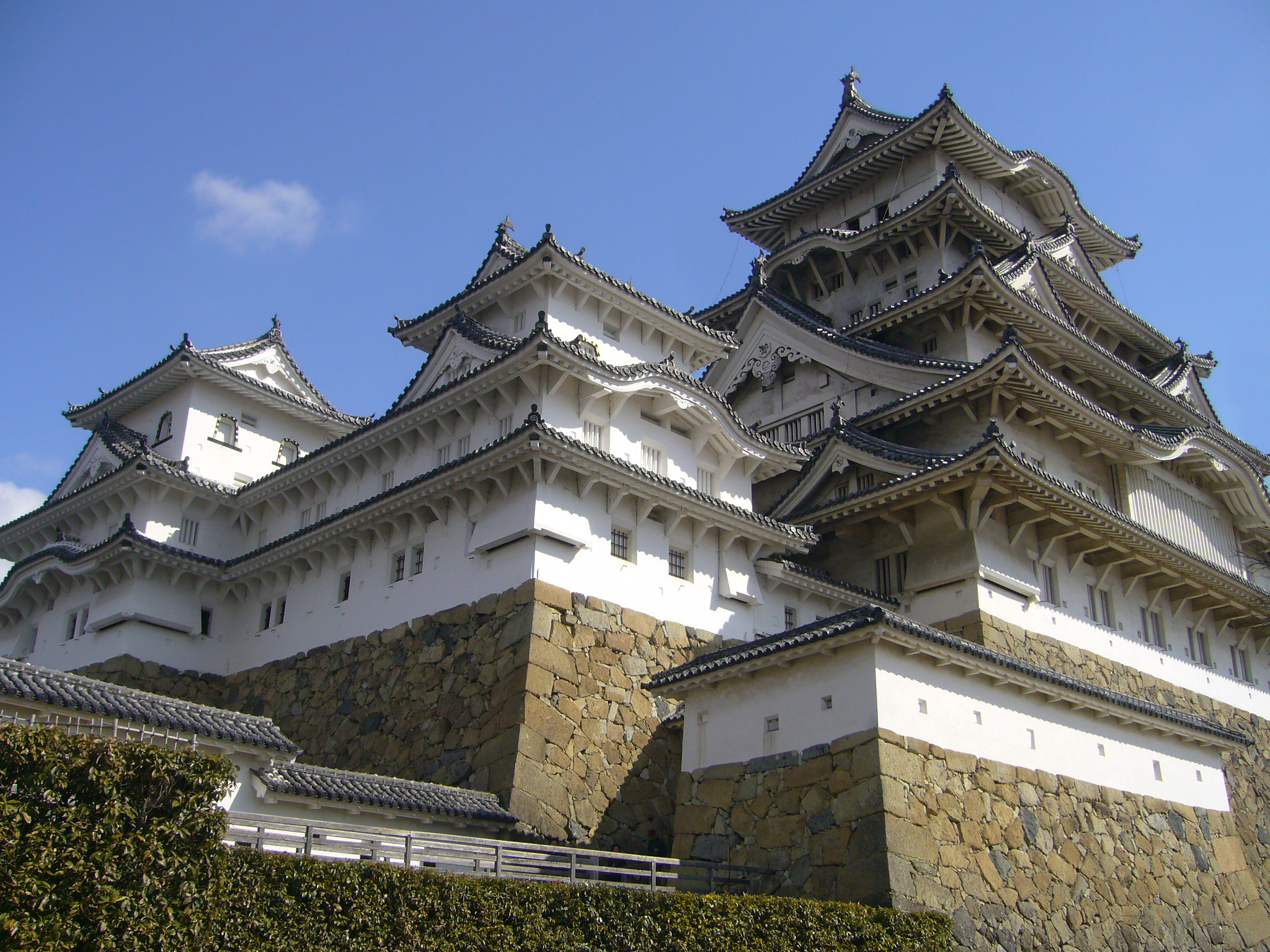
姬路城
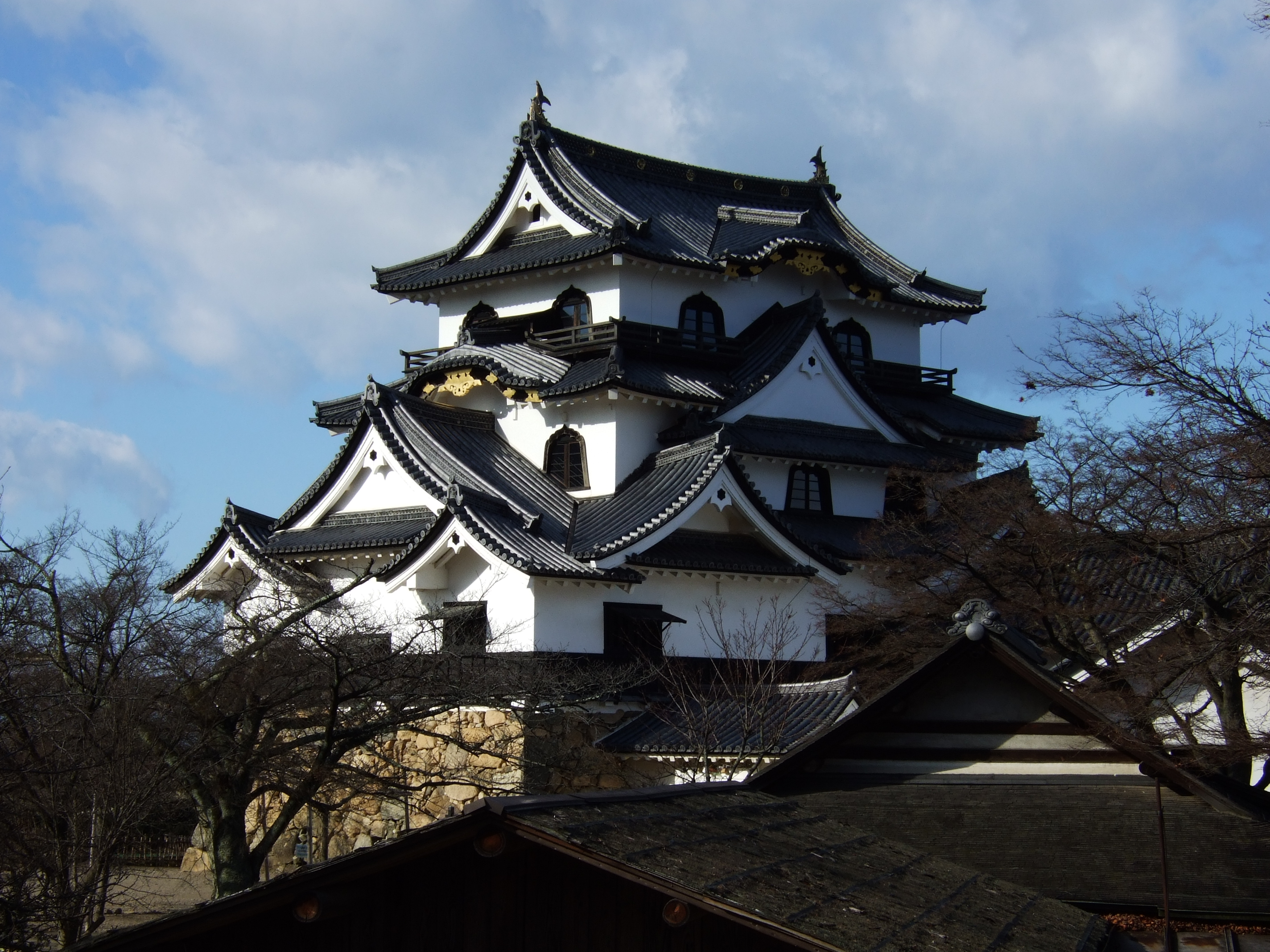
彥根城
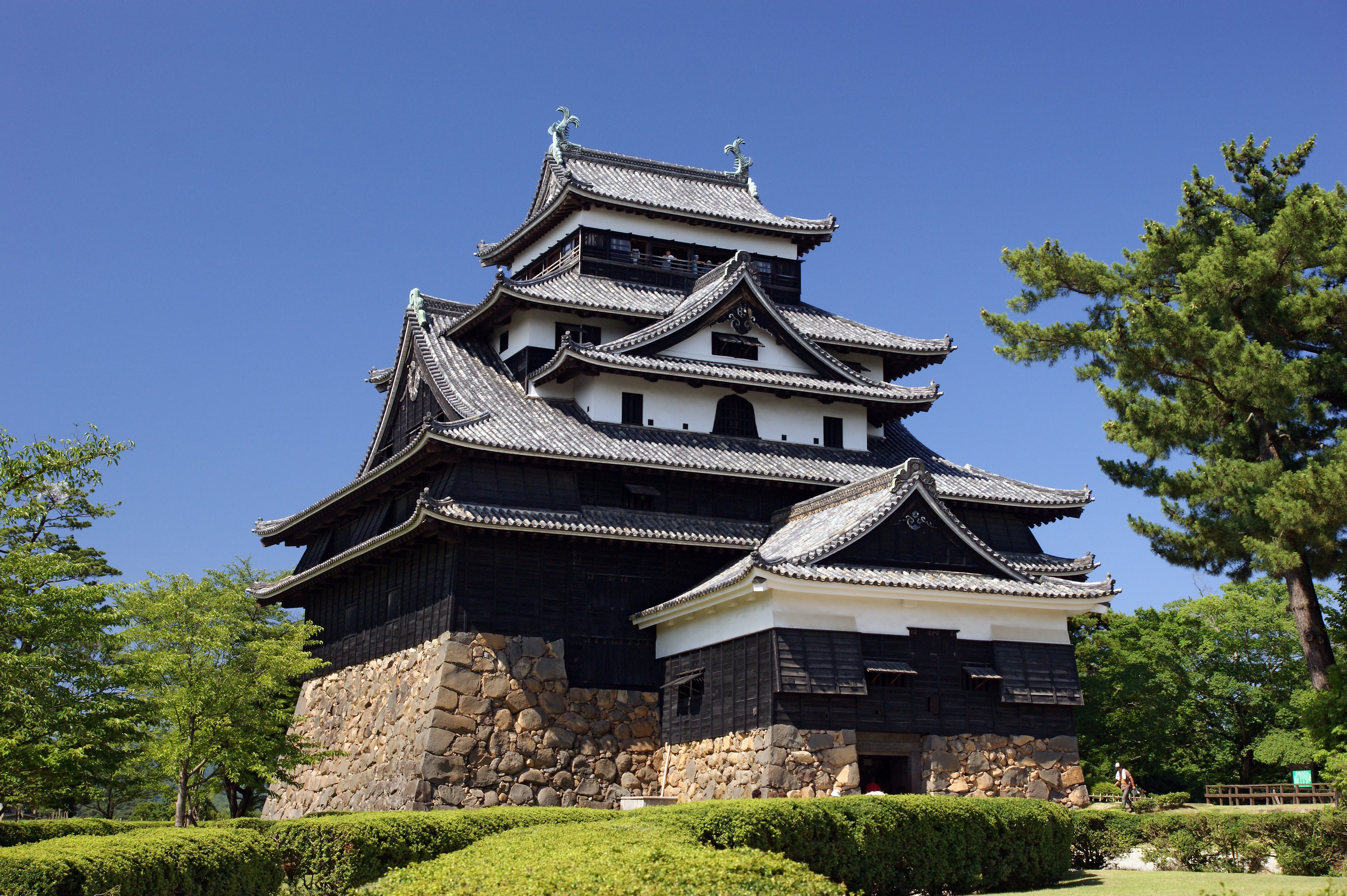
松江城
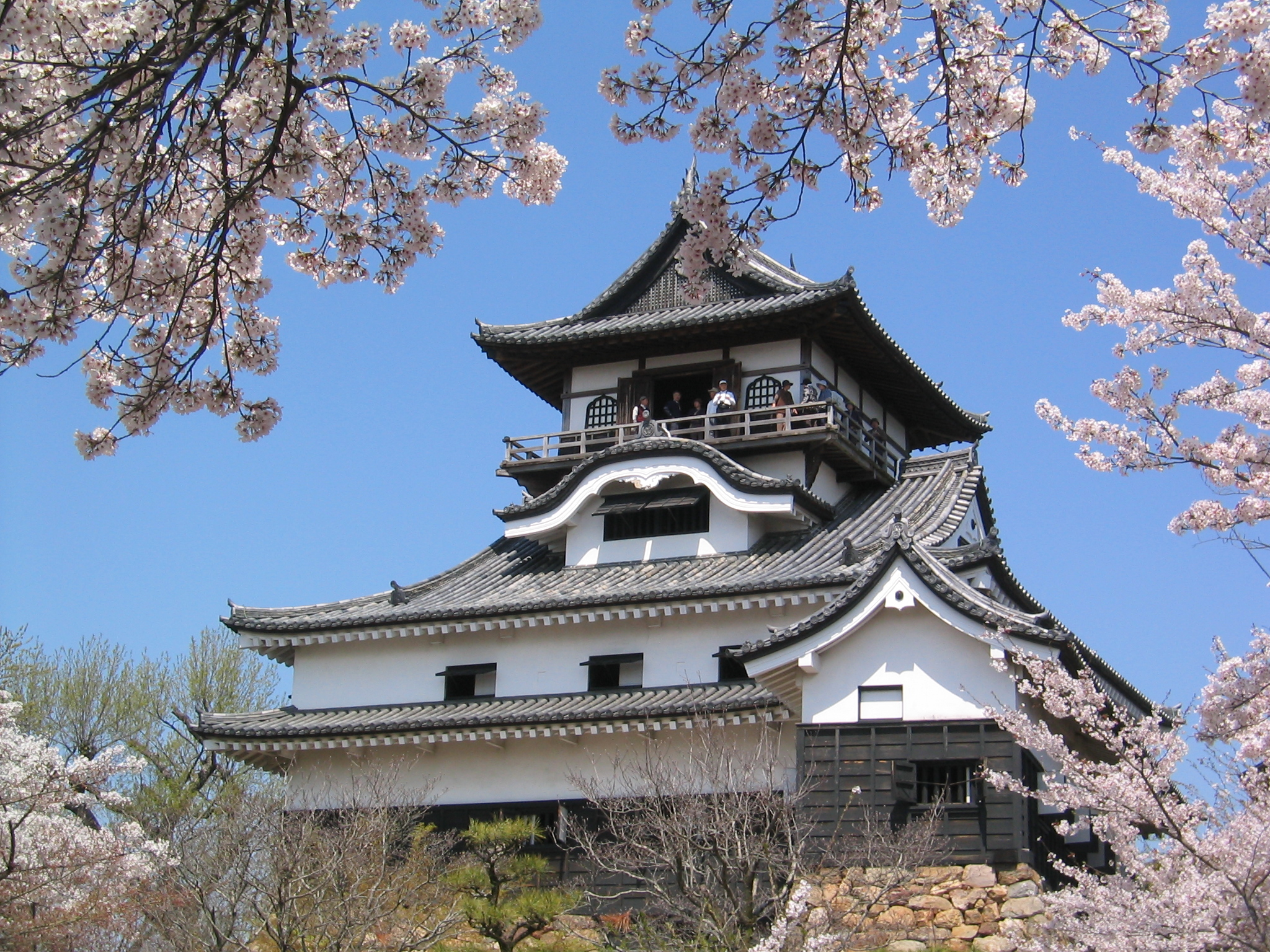
犬山城
名古屋城
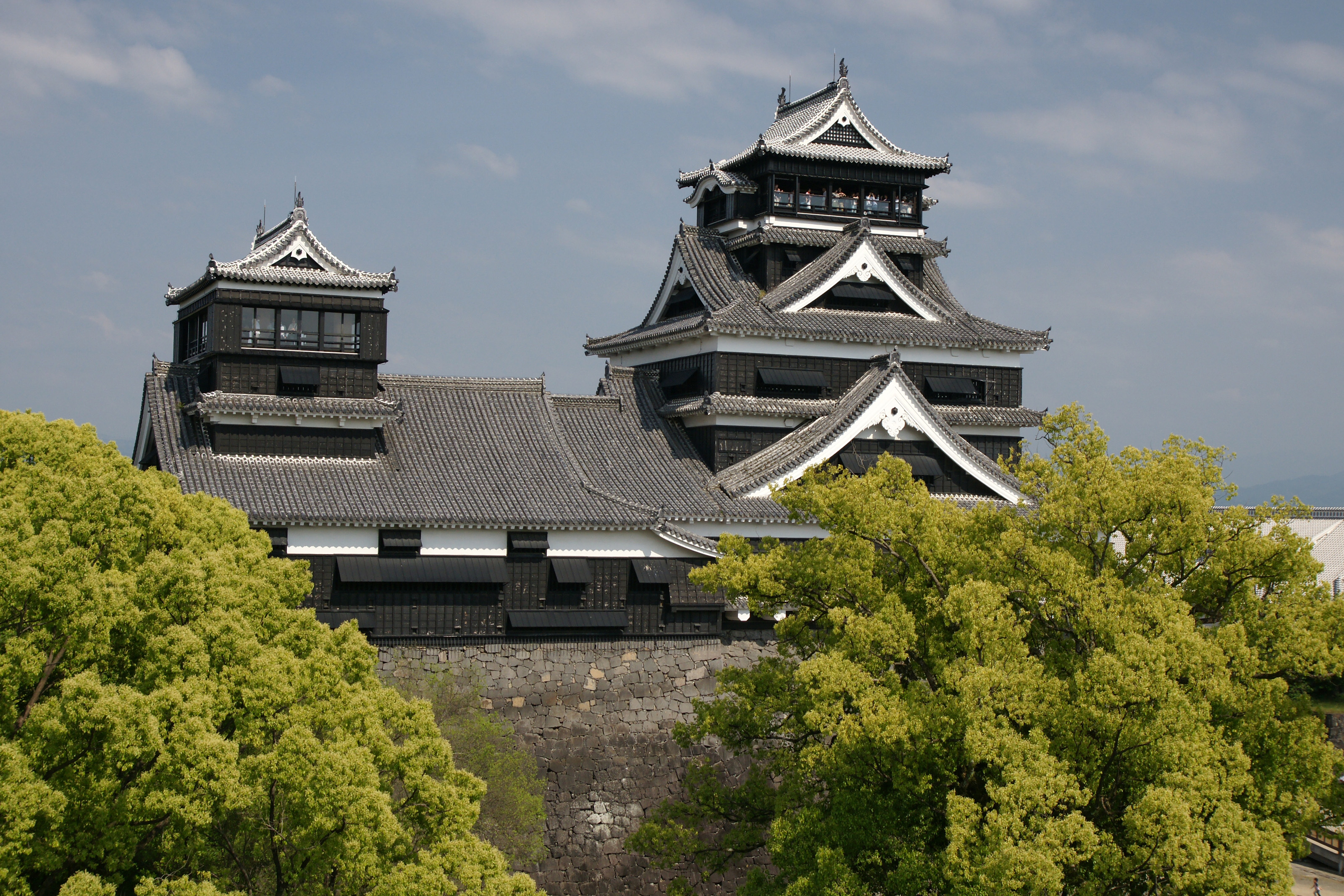
熊本城
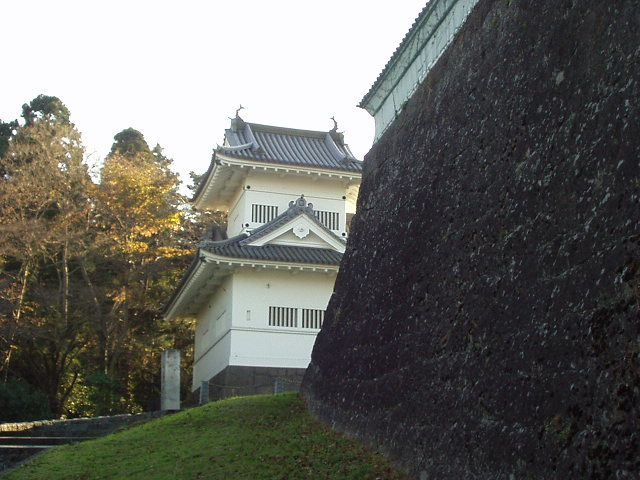
仙台城
五稜郭